# Radelsdorf (Gemeinde Liebenfels)
Radelsdorf (im 19. Jahrhundert auch Radlsdorf) ist eine Ortschaft in der Gemeinde Liebenfels im Bezirk Sankt Veit an der Glan in Kärnten (Österreich). Die Ortschaft hat 111 Einwohner (Stand 1. Jänner 2024). Sie liegt zur Gänze auf dem Gebiet der Katastralgemeinde Rosenbichl.

## Lage

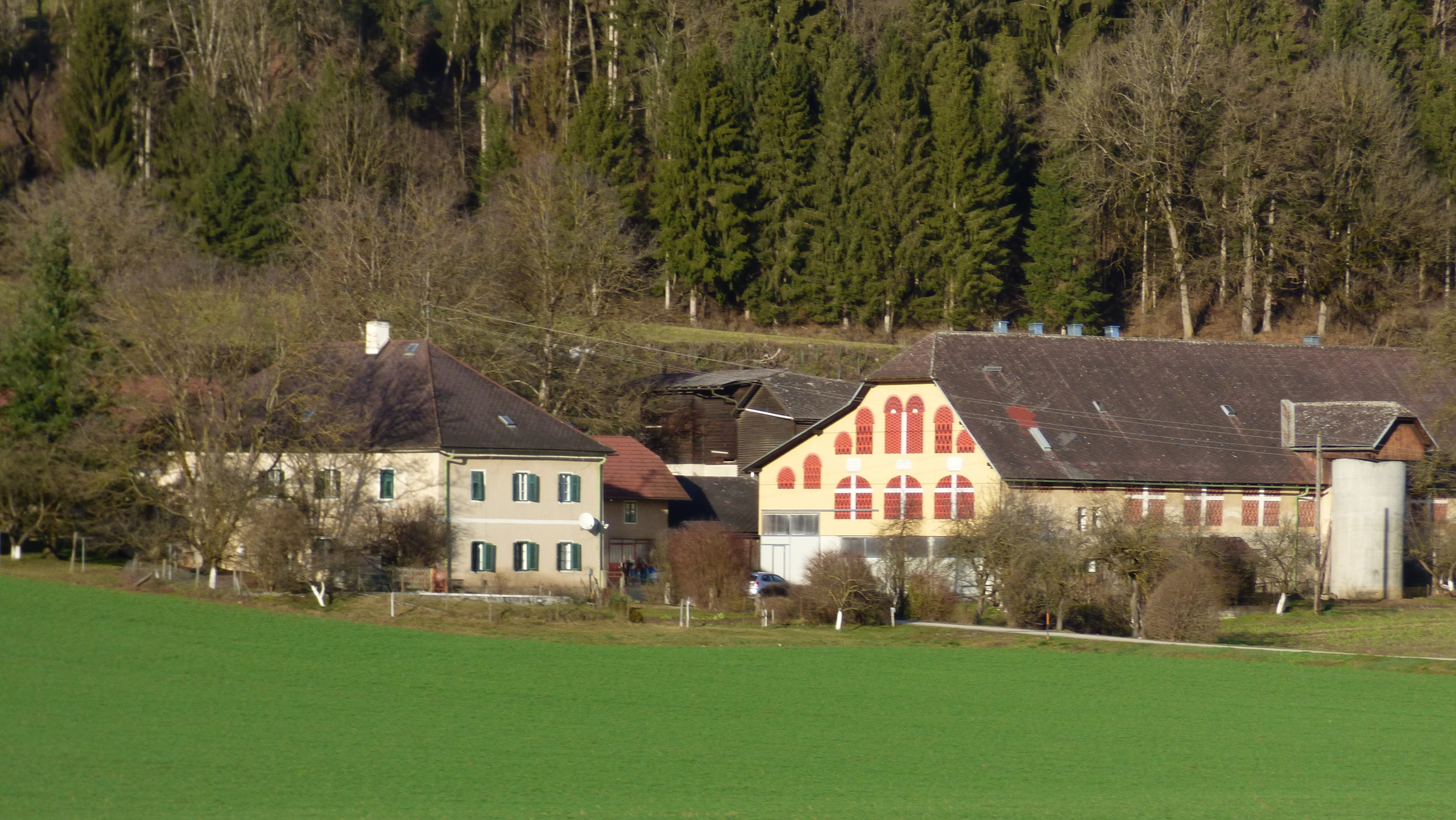
Hof Alberer

Die Ortschaft liegt im Südwesten des Bezirks Sankt Veit an der Glan, am nördlichen Rand des Glantalbodens, nordöstlich von Liebenfels, mit dem der Ort in den letzten Jahrzehnten zusammengewachsen ist. Zur Ortschaft gehört auch der ein paar hundert Meter weiter nordöstlich gelegene Hof Alberer und ein Gewerbegebiet an der Ossiacher Straße.

## Geschichte

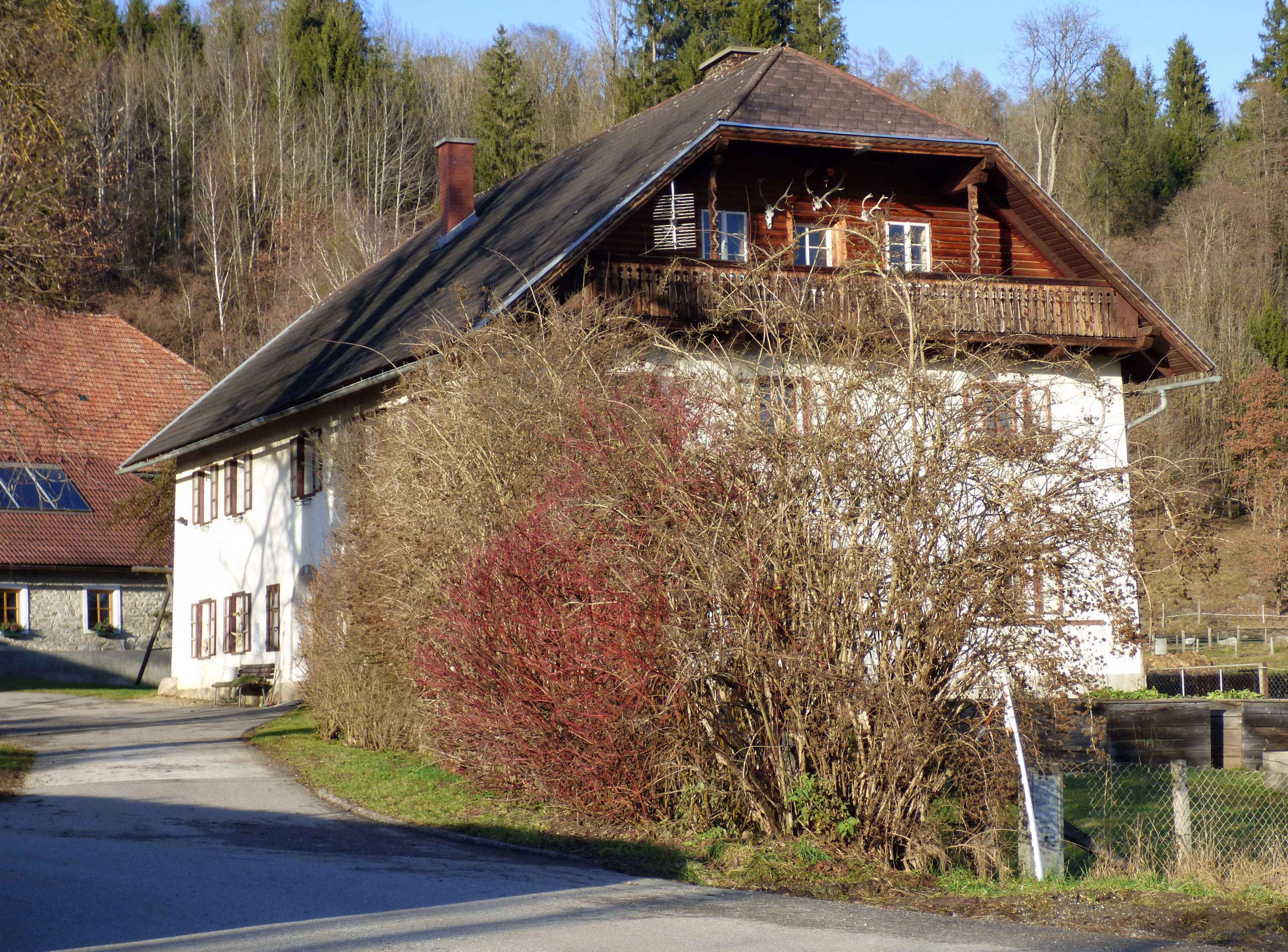
Münzmeisterhof

Der Ort wird 1200 als Raedeldorf (= Dorf des Radilo) genannt. Das älteste heute noch bestehende Gebäude im Dorf ist Haus Nr. 4 vulgo Münzmeister.
Als Teil der Steuergemeinde Rosenbichl gehörte die Ortschaft in der ersten Hälfte des 19. Jahrhunderts zum Steuerbezirk Rosenbichl. Bei Bildung der Ortsgemeinden im Zuge der Reformen nach der Revolution 1848/49 kam die Ortschaft an die Gemeinde Feistritz, die 1865 in Gemeinde Pulst umbenannt wurde. Seit 1958 gehört das Dorf zur Gemeinde Liebenfels, die damals durch die Fusion der Liemberg, Hardegg und Pulst entstand und 1972 noch um die ehemalige Gemeinde Sörg erweitert wurde.

## Bevölkerungsentwicklung
Für die Ortschaft ermittelte man folgende Einwohnerzahlen:
- 1869: 7 Häuser, 43 Einwohner[3]
- 1880: 7 Häuser, 39 Einwohner[4]
- 1890: 7 Häuser, 56 Einwohner[5]
- 1900: 5 Häuser, 52 Einwohner[6]
- 1910: 4 Häuser, 30 Einwohner[7]
- 1923: 4 Häuser, 50 Einwohner[8]
- 1934: 50 Einwohner[9]
- 1961: 4 Häuser, 30 Einwohner[10]
- 2001: 31 Gebäude (davon 28 mit Hauptwohnsitz) mit 43 Wohnungen; 126 Einwohner und 4 Nebenwohnsitzfälle; 41 Haushalte; 5 Arbeitsstätten, 3 land- und forstwirtschaftliche Betriebe[11]
- 2011: 36 Gebäude, 135 Einwohner; 50 Haushalte; 10 Arbeitsstätten[12]
- 2021: 39 Gebäude, 129 Einwohner, 48 Haushalte, 12 Arbeitsstätten[13]